# بدان موچیری
بدان کاروکی موچیری (به انگلیسی: Bedan Karoki Muchiri)(زادهٔ ۲۱ اوت ۱۹۹۰) یک دونده حرفه‌ای ماراتن اهل کشور کنیا است. او در رشته‌های دو و میدانی، دو جاده‌ای و صحرایی رقابت می‌کند. او در بازی‌های المپیک تابستانی در سال‌های ۲۰۱۲ و ۲۰۱۶ نماینده کشور کنیا بود.
او در مسابقات جهانی دو صحرانوردی در سال ۲۰۱۵ و مسابقات قهرمانی نیمه‌ماراتن جهانی در سال ۲۰۱۶ موفق به کسب مدال نقره شد.
موچیری در دوی ۱۰٬۰۰۰ متر در بازی‌های آفریقایی سال ۲۰۱۱ نیز به موفقیت‌هایی رسید. بهترین زمان ثبت شده او در مسابقات نیمه‌ماراتن ۵۸:۴۲ دقیقه است که او را در میان ده نفر برتر تاریخ در این مسافت قرار می‌دهد.

## حرفه
بدان کاروکی موچیری در نیانداروآ به دنیا آمد. او در مدارس ابتدایی موتیگا و کاگوندو در کنیا تحصیل کرد و سپس به مرکز توسعه استعدادهای کنیا پیوست. بعدها، او به ژاپن رفت و در آنجا تحصیلات خود را ادامه داد و از دبیرستان فارغ‌التحصیل شد و به تسلط بالایی در زبان ژاپنی دست یافت. کاروکی بخش عمده‌ای از دوران ابتدایی حرفه‌ای خود را در مسابقات دو ژاپن گذراند و از ۲۰۰۹ تا ۲۰۱۱، سه سال متوالی در مسابقات بین‌المللی دو صحرایی چیبا پیروز شد. در سال ۲۰۱۱، او در مسابقات بین‌المللی دو صحرایی فوکوئوکا نیز برنده شد. او نخستین دعوت‌نامه بین‌المللی خود را در همان سال برای عضویت در تیم ملی کنیا دریافت کرد و در دوی ۱۰٬۰۰۰ متر بازی‌های آفریقایی در سال ۲۰۱۱ که در ماپوتو برگزار شد، مدال نقره را به دست آورد.
او با قرار گرفتن در رده سوم در مرحله انتخابی المپیک که در کنیا و در شهر یوجین، اورگن درحال برگزاری بود و در جریان رویداد «پریفونتین کلاسیک» برگزار شد، جایگاه خود را در تیم ملی کنیا به‌دست‌آورد. او در دوی ۱۰٬۰۰۰ متر در المپیک ۲۰۱۲ با زمان ۲۷:۳۲٫۹۴ دقیقه، در رده پنجم قرار گرفت و بالاترین رتبه را برای دونده‌های کنیا در این مسابقه به‌دست‌آورد.
در سال ۲۰۱۳، او در مرحله انتخابی کنیا پیروز شد و سپس در دوی ۱۰٬۰۰۰ متر در مسابقات جهانی دو و میدانی ۲۰۱۳ در رده ششم قرار گرفت.
در سال ۲۰۱۴، او در نخستین مسابقه جاده‌ای در آمریکا شرکت کرد و در آن مسابقه با زمان ۲۷:۳۶ دقیقه پیروز شد. سپس در رویداد مسابقه‌ایِ «راک اند رول نیمه ماراتن فیلادلفیا» با ثبت زمان ۵۹:۲۳ دقیقه برنده شد.
او در مسابقات مسابقات جهانی کراس کانتری در سال ۲۰۱۵ پس از پیشتاز بود در بیشتر طول مسابقه، در نهایت در رده دوم قرار گرفت و از جفری کیپسانگ، عقب افتاد. او در دوی ۱۰٬۰۰۰ متر در مسابقات جهانی دو و میدانی ۲۰۱۵ نماینده کنیا بود اما از کسب مدال بازماند و در رده چهارم قرار گرفت. در سال ۲۰۱۶ و در مسابقات قهرمانی نیمه ماراتن جهانی به‌دست آمد، او به همراه جفری کیپسانگ نماینده کنیا بود. در آن دوره از مسابقات او توانست مقام دوم و مدال نقره را کسب کند.
او سفیر مرکز توسعه استعدادهای کنیا است. در سال ۲۰۱۷، موچیری در دو ماراتن لندن شرکت کرد و با زمان ۲:۰۷:۴۱ دقیقه، پس از کننیشا بکله از اتیوپی و دانیل وانجیرو از کنیا، به مقام سوم دست یافت.